# Черновской сельский округ
Черновской сельский округ — упразднённая административно-территориальная единица, существовавшая на территории Балашихинского района Московской области в 1994—2006 годах.
Черновский сельсовет был образован в первые годы советской власти. По данным 1919 года он входил в состав Васильевской волости Богородского уезда Московской губернии.
По данным 1926 года в состав сельсовета входили деревни Пестово и Чёрная, а также 3 железнодорожных будки.
В 1929 году Черновский с/с был отнесён к Реутовскому району Московского округа Московской области. При этом к нему был присоединён Федурновский с/с бывшей Разинской волости Московского уезда.
19 мая 1941 года Реутовский район был переименован в Балашихинский.
16 августа 1946 года из селение Купавна Черновского с/с было преобразовано в дачный посёлок и выведено из состава сельсовета.
14 июня 1954 года к Черновскому с/с был присоединён Саввинский с/с.
Решением исполкома Моссовета и Мособлисполкома от 28 июля 1960 года и Указом Президиума Верховного Совета РСФСР от 18 августа 1960 года Черновский с/с был передан в Щёлковский район. При этом часть Черновского с/с была передана в черту города Железнодорожный. Одновременно к Черновскому с/с были присоединены селения Безменково и Новая упразднённого Новского с/с.
30 декабря 1962 года Щёлковский район был упразднён и Черновский с/с вошёл в Мытищинский сельский район. 
21 ноября 1964 года Мытищинский сельский район был переименован в Мытищинский, в состав которого вошёл Черновский с/с.
11 января 1965 года Черновский с/с был возвращён в восстановленный Балашихинский район, но с подчинением Балашихинскому городскому Совету депутатов трудящихся и его исполнительному комитету.
30 июня 1969 года из Новомилетского с/с в Черновский были переданы населённые пункты Дятловка и Полтево.
29 мая 1978 года село Саввино Черновского с/с было передано в черту города Железнодорожный.
2 февраля 1982 года к Черновскому с/с был присоединён Фенинский с/с (селения Павлино, Руднево и Фенино). Одновременно селения Безменково и Новая были выделены из Черновского с/с в новый Новский с/с.
Решением исполкома Моссовета и Мособлисполкома от 17 февраля 1984 года и Указом Президиума Верховного Совета РСФСР от 19 марта 1984 года селение Руднево Черновского с/с было передано в подчинение рабочему посёлку Косино Перовского района города Москвы.
3 февраля 1994 года Черновский с/с был преобразован в Черновской сельский округ.
15 октября 2003 года к Черновскому с/о был присоединён Новомилетский сельский округ (селения Новый Милет, Пуршево, Русавкино-Поповщино, Русавкино-Романово и Соболиха).
В ходе муниципальной реформы 2004—2005 годов Черновский сельский округ прекратил своё существование как муниципальная единица. При этом все его населённые пункты были переданы в городской округ Балашиха.
29 декабря 2006 года Черновский сельский округ исключён из учётных данных административно-территориальных и территориальных единиц Московской области.